# Captain Marvel (DC Comics)
Captain Marvel, bây giờ được biết đến là Shazam (/ʃəˈzæm/), là siêu anh hùng giả tưởng xuất hiện trong truyện tranh Mỹ được xuất bản bởi Fawcett Comics ban đầu, và hiện tại thì được xuất bản bởi DC Comics. Nghệ sĩ C. C. Beck và nhà văn Bill Parker đã sáng tác nhân vật này vào năm 1939. Shazam xuất hiện lần đầu trong tập 2 của bộ truyện Whiz Comics (lên bìa vào tháng 2 năm 1940), được xuất bản bởi Fawcett Comics. Captain Marvel/Shazam là danh tính siêu anh hùng của Billy Batson, một cậu bé mà khi hô câu thần chú "SHAZAM!" (viết tắt từ tên của 6 vị thần bất tử: Solomon, Hercules, Atlas, Zeus, Achilles và Mercury) có thể biến hình thành một người lớn mặc trang phục siêu nhân với các sức mạnh như siêu sức khoẻ, siêu tốc độ, khả năng bay và các năng lực khác. Trong truyện, Billy chiến đấu với một nhóm kẻ thù lớn gồm hàng loạt ác nhân, hầu hết trong số chúng hoạt động với tư cách là các thành viên từ hội Monster Society of Evil, trong đó bao gồm những kẻ phản diện chính là Doctor Sivana, Black Adam và Mister Mind. Billy thường chia sẻ sức mạnh của cậu với những đứa trẻ khác, chủ yếu với chị gái Mary Batson của cậu và với người bạn thân/em trai nuôi Freddy Freeman của 2 chị em, những người mà cũng biến thành các siêu anh hùng và chiến đấu trừ gian diệt ác bên cạnh Billy với tư cách là những thành viên của Marvel Family (tạm dịch: Gia đình Marvel), hay còn được biết đến là Shazam Family (tạm dịch: Gia đình Shazam).
Tính theo doanh thu truyện tranh, Captain Marvel là siêu anh hùng nổi tiếng nhất của những năm 1940, thậm chí còn bán chạy hơn cả nhân vật Superman. Captain Marvel cũng là siêu anh hùng truyện tranh đầu tiên được chuyển thể thành phim, trong bộ phim Adventures of Captain Marvel của Republic Pictures năm 1941, với Tom Tyler đóng vai Captain Marvel và Frank Coghlan, Jr. đóng vai Billy Batson.
Fawcett Comics đã dừng xuất bản các đầu truyện liên quan đến Captain Marvel vào năm 1953, một phần vì DC Comics đã khiếu nại về vấn đề bản quyền, cho rằng Captain Marvel là nhân vật được sao chép từ Superman. Vào năm 1972, Fawcett đã cấp phép quyền nhân vật cho DC, và đến năm 1991, DC đã mua lại tất cả quyền đối với toàn bộ gia đình của các nhân vật. Từ đó, DC đã luôn đưa Captain Marvel và Gia đình Marvel gia nhập vào Vũ trụ DC và đã vài lần thử hồi sinh tài sản này (lúc thành công lúc thất bại). Vì xung đột về bản quyền tên "Captain Marvel" với các nhân vật khác cùng tên của Marvel Comics, DC đã chuyển sang sử dụng tên Shazam! kể từ khi nhân vật này được chuyển thể thành phim truyền hình vào năm 1972. Điều này khiến nhiều người nghĩ rằng "Shazam!" là tên nhân vật. DC Comics đã đổi tên phiên bản chính của nhân vật thành "Shazam" khi khởi động lại các tài sản truyện tranh của công ty vào năm 2011, và những người đồng đội của anh cũng được đổi tên thành "Shazam Family" (tạm dịch: "Gia đình Shazam") vào thời điểm này.
Sự hồi sinh mà DC dành cho bộ truyện Shazam! đã 2 lần được hãng Filmation chuyển thể thành phim truyền hình: phim truyền hình người đóng vào những năm 1970 với Jackson Bostwick và John Davey đóng vai Captain Marvel và Michael Gray đóng vai Billy Batson, và phim truyền hình hoạt hình vào những năm 1980. Năm 2019, hãng phim New Line Cinema/Warner Bros. đã phát hành phim Shazam!, phim đầu tiên về nhân vật Shazam trong Vũ trụ Mở rộng DC, với Zachary Levi đóng vai Shazam và Asher Angel đóng vai Billy Batson. Levi và Angel dự định quay trở lại để tham gia phần hậu truyện, Shazam! Fury of the Gods, vào năm 2023.
Shazam được xếp ở vị trí 55 trong danh sách những nhân vật truyện tranh hay nhất mọi thời đại bởi tạp chí Wizard. IGN cũng xếp Shazam ở vị trí 50 trong danh sách các anh hùng truyện tranh hay nhất mọi thời đại, khẳng định rằng nhân vật sẽ luôn là một lời nhắc nhở lâu dài về một thời gian đơn giản hơn. UGO Networks xếp hạng Shazam là một trong những anh hùng đứng đầu làng giải trí, nói rằng: "Ở thời kỳ đỉnh cao của mình, Shazam luôn được so sánh với Superman với cảm giác vui vẻ điên rồ, ngốc nghếch."